# Ping pong (canción)
«Ping pong» es una canción compuesta por el músico argentino Leo Sujatovich e interpretado por la banda Spinetta Jade, que integra el álbum Bajo Belgrano de 1983, tercer álbum de la banda, ubicado en la posición nº 69 de la lista de los 100 mejores discos del rock argentino por la revista Rolling Stone.
En este álbum Spinetta Jade formaba con Luis Alberto Spinetta (voz y guitarra), Leo Sujatovich (teclados), Pomo Lorenzo (batería) y César Franov (bajo).

## La canción
«Ping pong» es el quinto track (último del Lado A del disco de vinilo original), un instrumental compuesto por Sujatovich en el que se luce toda la banda, incluyendo a Fattoruso, con un notable solo de bajo de César Franov, que entonces contaba con 18 años, al que Spinetta elogió en el recital de presentación de la banda como un músico que podía tocar cualquier cosa.
Es uno de los cinco temas compuestos por Sujatovich, los otros cuatro en coautoría con Spinetta ("Vida siempre", "Mapa de tu amor", "Era de uranio" y "Viaje y epílogo"), que integran el álbum Bajo Belgrano.